# 陈叔韶
陳叔韶（？－605年后），字子钦，陳宣帝陈頊第二十七子，母亲是申婕妤。
至德元年（583年）十月癸丑日，陳后主立陳叔韶为岳山王。不久为智武将军，置佐史。四年（586年），除丹阳尹。祯明三年（589年），陈朝灭亡，陳叔韶入隋。在长安去世。